# Suramericano de Natación de 2004 - 100 m. Espalda Masculino
La prueba de 100 m espalda masculino del campeonato sudamericano de natación de 2004 se realizó el 26 de marzo de 2004, el segundo día de competencias del campeonato. Tres nadadores lograron la marca clasificatoria para los Juegos Olímpicos de Atenas 2004.

## Medallistas
| Evento        | Oro                                   | Plata                               | Bronce                         |
| ------------- | ------------------------------------- | ----------------------------------- | ------------------------------ |
| 100 m espalda | Eduardo Germán Otero Argentina 56.36. | Alexandre Massura · Brasil · 58.04. | Paulo Machado Argentina 58.32. |

## Resultados
| Posición | Carril | Nadador              | Tiempo     |
| -------- | ------ | -------------------- | ---------- |
| 1        | 4      | Eduardo Germán Otero | 56.36. MCO |
| 2        | 2      | Alexandre Massura    | 58.04. MCO |
| 3        | 5      | Paulo Machado        | 58.32. MCO |
| 4        | 6      | Joaquín Belza        | 58.72.     |
| 5        | 3      | Omar Pinzón          | 58.99.     |
| 6        | 8      | Guillermo Ramírez    | 1:00.31.   |
| 7        | 1      | Gabrielle Tirabassi  | 1:00.90.   |
| 8        | 7      | Ignacio Bengoechea   | 1:00.92.   |

MCO: Marca Clasificatoria a Olímpicos.